# تل وزیری
تل وزیری مربوط به دوره ساسانیان - دوران‌های تاریخی پس از اسلام است و در شهرستان راور، روستای ده شیب واقع شده و این اثر در تاریخ ۱ فروردین ۱۳۴۵ با شمارهٔ ثبت ۴۹۹ به‌عنوان یکی از آثار ملی ایران به ثبت رسیده است.